# Lula (Georgia)
Lula is een plaats (city) in de Amerikaanse staat Georgia, en valt bestuurlijk gezien onder Banks County en Hall County.

## Demografie
Bij de volkstelling in 2000 werd het aantal inwoners vastgesteld op 1438.
In 2006 is het aantal inwoners door het United States Census Bureau geschat op 2088, een stijging van 650 (45,2%).

## Geografie
Volgens het United States Census Bureau beslaat de plaats een oppervlakte van
7,2 km², geheel bestaande uit land. Lula ligt op ongeveer 385 m boven zeeniveau.

## Plaatsen in de nabije omgeving
De onderstaande figuur toont nabijgelegen plaatsen in een straal van 16 km rond Lula.